# Testről és lélekről
Testről és lélekről (no Brasil, Corpo e Alma) é um filme de drama húngaro de 2017 escrito e dirigido por Ildikó Enyedi.  A história gira em torno do diretor financeiro de um matadouro e da recém-nomeada inspetora de qualidade da carne, que descobre que podem se comunicar através de seus sonhos, levando a um romance improvável. Ganhou o Urso de Ouro na seção principal de competição do 67º Festival Internacional de Cinema de Berlim.  Em Berlim, também ganhou o Prêmio FIPRESCI e o Prêmio do Júri Ecumênico.  Foi selecionada como a entrada húngara do Melhor Filme em Língua Estrangeira e foi indicada ao Oscar de 2018. Alexandra Borbély ganhou o prêmio de Atriz Europeia no Prémios do Cinema Europeu por sua atuação no filme.

## Elenco
- Géza Morcsányi - Endre
- Alexandra Borbély - Mária
- Zoltán Schneider - Jenő
- Ervin Nagy - Sanyi
- Itala Békés - Zsóka

## Enredo
Endre, diretor financeiro de um matadouro, e Mária, a recém-contratada inspetora de qualidade, experimentam um sonho recorrente de ser um par de cervos na floresta, embora não tenham consciência de que é um sonho compartilhado.
Mária é imediatamente impopular no trabalho por seu comportamento autista e classificação intransigente da qualidade da carne do matadouro. Embora Endre tente fazer amizade com ela, ela rapidamente se sente desconfortável com a interação e comenta com grosseria no braço esquerdo coxo dele. No entanto, ela repete a conversa para si mesma naquela noite, analisando onde cometeu seus erros. Enquanto isso, o matadouro contrata um novo açougueiro, Sanyi, a quem Endre detesta rapidamente devido ao seu comportamento arrogante e visão antipática em relação aos animais abatidos.
O matadouro é colocado sob investigação quando o pó de acasalamento é roubado do estoque; Endre e seu amigo Jenő suspeitam que Sanyi seja o culpado. Um psicólogo é contratado para realizar testes de personalidade nos trabalhadores para descobrir o culpado. Os trabalhadores são questionados sobre a história de sua sexualidade e desenvolvimento físico, bem como o que sonharam na noite anterior. Quando Endre e Mária relatam o mesmo sonho, o psicólogo assume que está fazendo uma brincadeira. Embora Endre e Mária sejam céticos, eles percebem que estão realmente vivendo o mesmo sonho e se aproximando. Embora o comportamento de Mária afaste temporariamente Endre, eles acabam formando um laço forte. Endre também descobre que Jenő roubou o pó de acasalamento, mas escolhe não informar a polícia, pois não há vítimas, e pede desculpas a Sanyi por suspeitar dele.
Endre e Mária decidem adormecer no mesmo quarto uma noite, mas ambos não conseguem dormir. Embora ela o ame, Mária se afasta quando Endre a toca depois de uma noite jogando cartas, deixando Endre ofendido e confuso. O incidente afeta Mária, e ela começa a se abrir para novas experiências e sensações, como ouvir música romântica, assistir pornografia e observar casais no parque.
No entanto, Endre tornou-se pessimista sobre o relacionamento deles e acaba com isso. Ele dorme com outra mulher, embora o encontro o deixe desapontado. Mária arrasada se prepara para se suicidar em casa, cortando calmamente o pulso na banheira. O suicídio é interrompido por Endre ligando para ela e, após uma conversa curta e embaraçosa, ele revela que a ama, o que Mária retribui. Depois de enfaixar a ferida, ela vai para a casa de Endre, onde eles fazem amor. Depois de adormecer, eles acordam e percebem que nenhum deles sonhou na noite anterior.